# نادي العربي السعودي لكرة اليد
نادي العربي السعودي لكرة اليد، هو نادي كرة يد سعودي في محافظ عنيزة يشارك في بطولات الدوري السعودي.

## الإنجازات
- دوري ناشئي الممتاز السعودي لكرة اليد 2008/2009
- كأس الاتحاد السعودي لكرة اليد للشباب 1976/1977
- كأس الاتحاد السعودي لكرة اليد 1983
- دوري الدرجة الأولى السعودي لكرة اليد 2010/2011